# Palazzo Beneventano della Corte
Il Palazzo Beneventano della Corte è un edificio di Catania che sorge in piazza Stesicoro, all'angolo tra Corso Sicilia e Via San Gaetano alla Grotta. 

## Storia
Fu realizzato tra gli anni settanta e ottanta dell'Ottocento per il barone Giuseppe Luigi Beneventano, in uno stile che si ispira all'Eclettismo, sotto la direzione dell'ingegnere Giuseppe Lanzerotti e su progetto dell'architetto fiorentino Mariano Falcini.
Il palazzo fu uno dei pochissimi ad essere salvato dalla demolizione parziale del vicino quartiere di San Berillo negli anni cinquanta, quando fu acquistato dal Banco di Sicilia. Nel 1983 fu venduto all'asta e ritornò in mano a privati.